# Eneko Pou Azkarraga
Eneko Pou Azkarraga (17 de març de 1974, Vitòria, País Basc) és un professional basc de l'escalada lliure. Combina aquest esport amb l'alpinisme, esquí extrem i escalada en gel.
En la seva biografia destaca la seva polivalència incloent-hi múltiples vies de nivells 8a, 8b i 8c (en particular a la zona de Margalef), a més de diversos papers en cinema i TV, en 2003. Eneko, junt amb el seu germà Iker Pou, van realitzar el projecte 7 Cims, 7 Continents amb l'objectiu d'escalar la via més difícil de la paret més infranquejable de cadascun dels 7 continents.

## Premis[calcitació]
- 2009ː Millor esportista, Associació de Premsa Esportiva d'Àlaba.
- 2008ː Premi diari Marca: Major aventura: Expedició Antàrtica